# Blackwall (DLR)
Blackwall (en anglais : Blackwall DLR station), est une station de la ligne de métro léger automatique Docklands Light Railway (DLR), en zone 2 Travelcard. Elle  est située dur la  Ditchburn Street, à Blackwall (en) dans le borough londonien de Newham sur le territoire du Grand Londres.

## Situation sur le réseau

Plan de la ligne du métro léger DLR.

Située en aérien, Blackwall est une station, de la branche est Poplar - Canning Town, de la ligne de métro léger Docklands Light Railway, elle est établie entre les stations : Poplar et East India en direction de Canning Town,. Elle est en zone 2 Travelcard.
Station de passage, elle dispose des deux voies, numérotées 1 et 2, encadrées par deux quais latéraux.

## Histoire
La station de passage Blackwall est mise en service le 28 mars 1994, lors de l'ouverture de la prolongation de Poplar à Beckton, incluant la branche est Poplar - Canning Town et sa prolongation est Canning Town - Beckton du Docklands Light Railway (DLR).

## Services aux voyageurs

### Accès et accueil
Donnant sur la Ditchburn Street, la station est accessible aux personnes à la mobilité réduite.

### Desserte
La station Blackwall DLR est desservie par les rames des relations : Stratford International - Woolwich Arsenal,  Bank - Woolwich Arsenal et Tower Gateway - Beckton,.

Installations et desserte
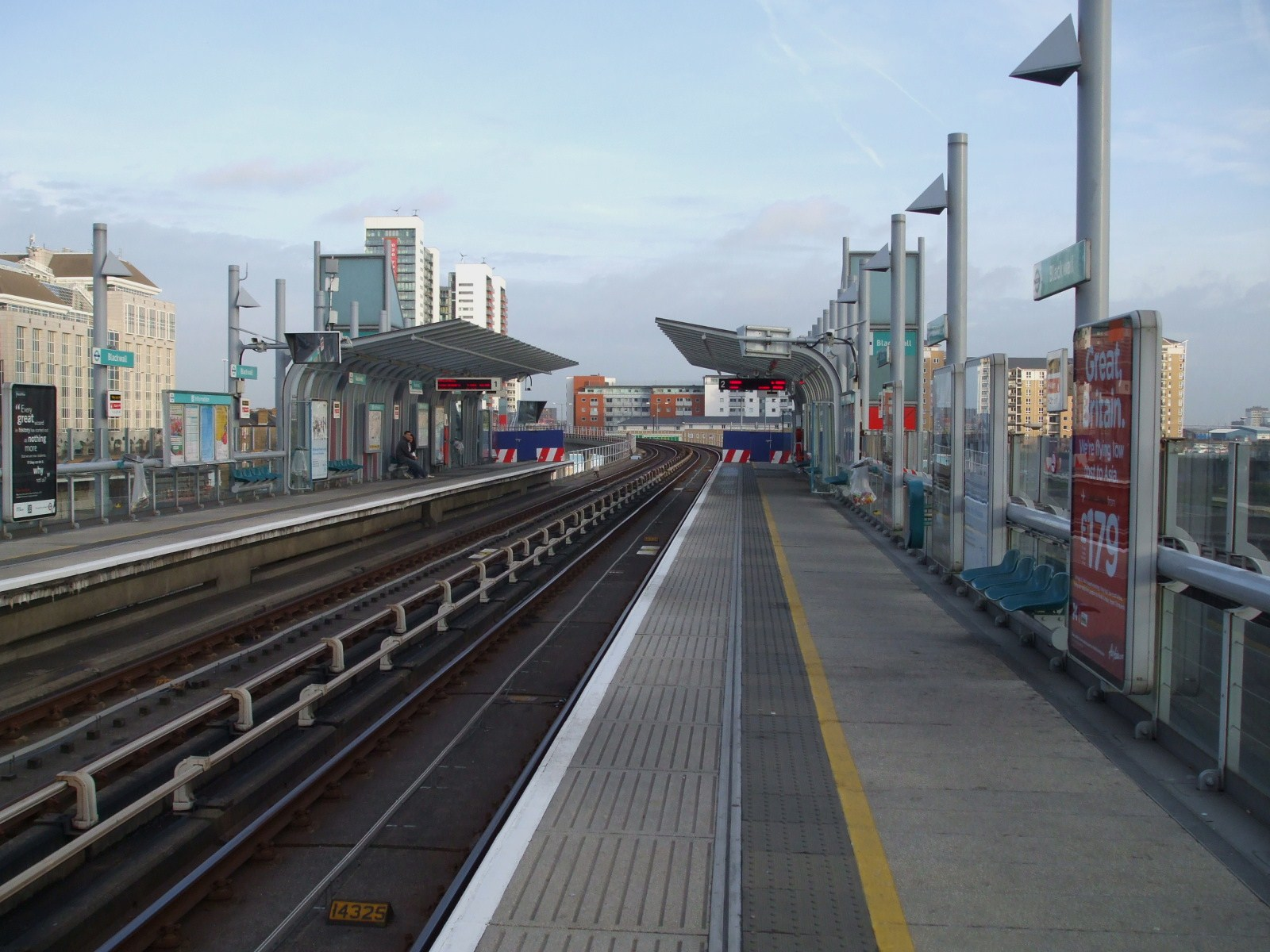
2008.
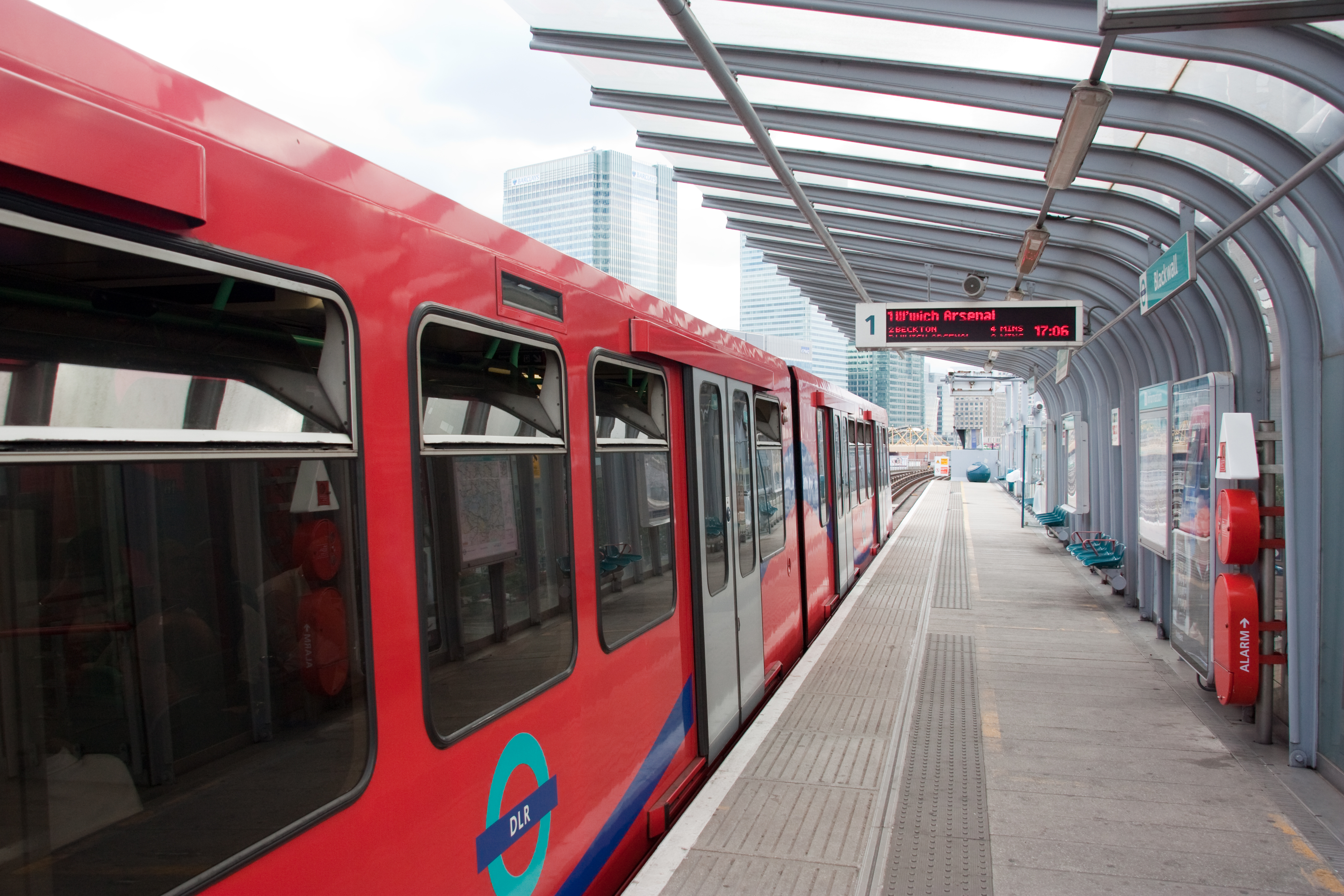
2010.
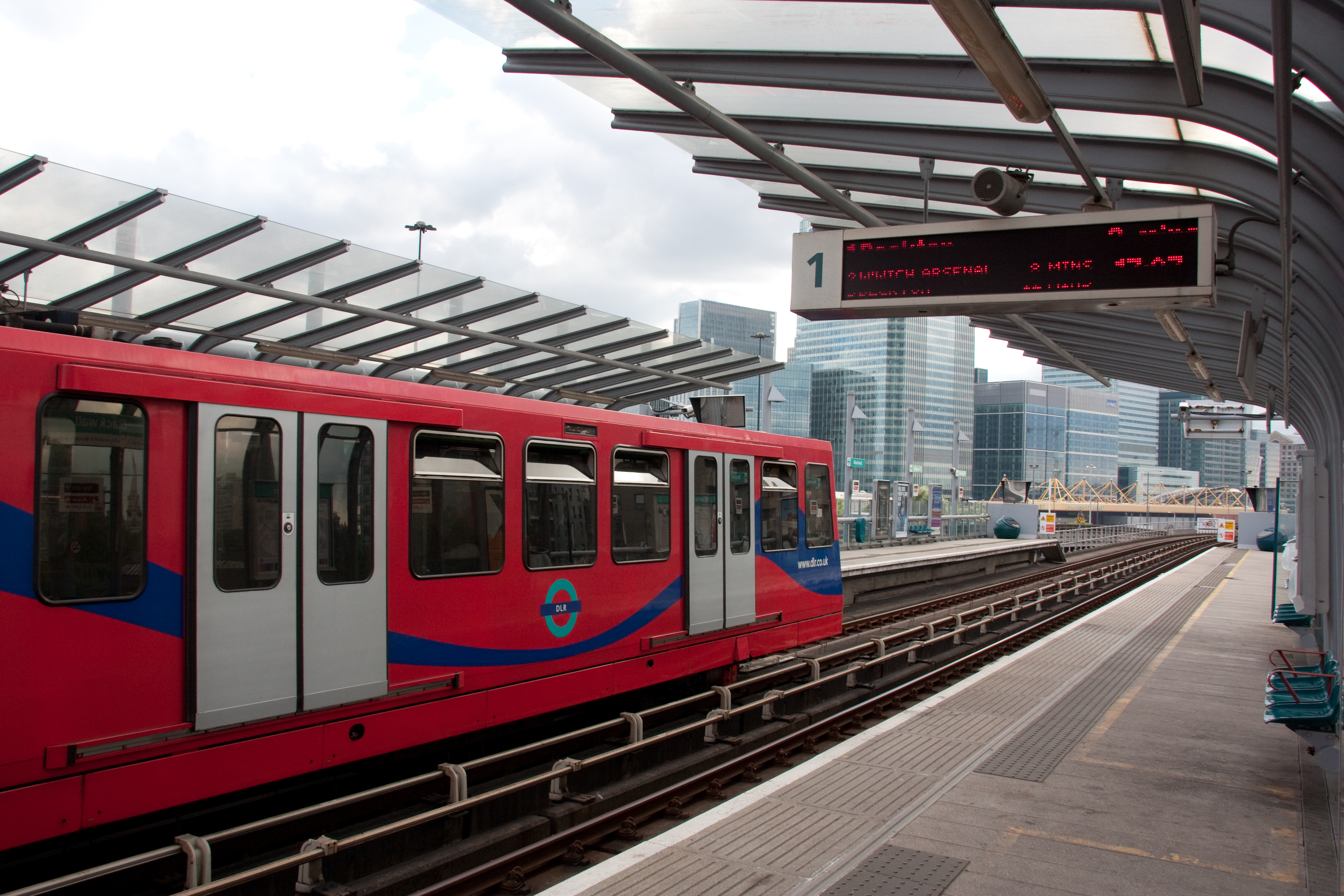
2010

### Intermodalité
La station est desservie par les Autobus de Londres de la ligne 15.

## À proximité
- Blackwall (en)
- Robin Hood Garden Estate, résidences d'architecture brutaliste réalisées par Alison et Peter Smithson